# Пиксел
Пиксел (енгл. pixel, скраћено од , део слике) је у растерској графици најмањи део дигиталне слике којем се могу дати боја и друге особине, или који се може обрађивати.
Пиксел је такође најмања адресибилна тачка коју монитор може да представи. Код монитора са катодном цеви један пиксел чине три јако блиске тачке редом црвене, зелене и плаве боје. Мењањем интензитета боје сваке од ове три тачке мења се укупна боја целог пиксела. Код TFT или LCD екрана пиксели су унапред чврсто дефинисани као мали квадрати или правоугаоници. Сваки од њих је подељен на још три површине које се зову субпиксели и такође су црвене, зелене, односно плаве боје.